# Joris-Karl Huysmans
Joris-Karl Huysmans (egtl: Charles-Marie-Georges Huysmans) (5. februar 1848 i Paris – 12. maj 1907) var en fransk naturalistisk forfatter.